# Ecuația propagării căldurii

Reprezentare animată a evoluției temperaturii într-o placă metalică pătrată, așa cum prezice ecuația căldurii. Înălțimea și culoarea indică temperatura în fiecare punct. Starea inițială are o regiune uniform de caldă în formă de copită (cu roșu) înconjurată de o regiune uniform de rece (cu galben). Pe măsură ce trece timpul, căldura se difuzează în regiunea rece.

În matematică și fizică ecuația propagării căldurii (pe scurt ecuația căldurii) este o ecuație cu derivate parțiale parabolică. Teoria ecuației căldurii a fost dezvoltată pentru prima dată de Joseph Fourier în 1822 cu scopul de a modela modul în care o cantitate precum căldura difuzează printr-o zonă dată. De atunci, ecuația căldurii și variantele sale s-au dovedit a fi fundamentale în multe părți ale matematicii pure și aplicate.

## Definiție
Fie o submulțime deschisă U din Rn și un subinterval I din R, se spune că o funcție u : U × I → R este o soluție a ecuației căldurii dacă:
{\displaystyle {\frac {\partial u}{\partial t}}={\frac {\partial ^{2}u}{\partial x_{1}^{2}}}+\cdots +{\frac {\partial ^{2}u}{\partial x_{n}^{2}}},}
unde (x1, ..., xn, t) este un punct general din domeniu. De obicet t reprezintă timpul, iar x1, ..., xn sunt variabile spațiale, chiar și în contexte abstracte, în care aceste cuvinte nu au un sens intuitiv. Colecția de variabile spațiale este adesea denumită simplu x. Pentru orice valoare dată a lui t, membrul drept al ecuației este laplacianul funcției u(⋅, t): U → R. Ca atare, ecuația căldurii este adesea scrisă mai compact ca
{\displaystyle {\frac {\partial u}{\partial t}}=\Delta u}
În contexte de fizică și inginerie, în special în contextul difuziunii printr-un mediu, este uzual să se fixeze un sistem de coordonate carteziene și apoi să se ia în considerare cazul specific al unei funcții u(x, y, z, t) de trei variabile spațiale (x, y, z) și variabila de timp t. Se spune atunci că u este o soluție a ecuației căldurii dacă
{\displaystyle {\frac {\partial u}{\partial t}}=\alpha \left({\frac {\partial ^{2}u}{\partial x^{2}}}+{\frac {\partial ^{2}u}{\partial y^{2}}}+{\frac {\partial ^{2}u}{\partial z^{2}}}\right)}
în care α este un coeficient pozitiv, numit difuzivitatea termică a mediului. Pe lângă alte fenomene fizice, această ecuație descrie fluxul de căldură într-un mediu omogen și izotrop, cu u(x, y, z, t) fiind temperatura în punctul (x, y, z) și timpul t. Dacă mediul nu este omogen și izotrop, atunci α nu ar fi un coeficient fix, ci ar depinde de (x, y, z); ecuația ar avea și o formă puțin diferită. În bibliografia de fizică și inginerie, se obișnuiește ca laplacianul să fie notat ∇2 în loc de ∆.
În matematică, fizică și inginerie se obișnuiește să se folosească notația lui Newton pentru derivatele timpului, astfel încât {\displaystyle {\dot {u}}} este folosit pentru a desemna ∂u/∂t, deci ecuația poate fi scrisă
{\displaystyle {\dot {u}}=\Delta u}
De reținut că posibilitatea de a folosi fie ∆, fie ∇2 pentru a desemna laplacianul, fără referire explicită la variabilele spațiale, este o reflectare a faptului că laplacianul este independent de alegerea sistemului de coordonate. În termeni matematici, s-ar spune că laplacianul este invariant translațional și rotațional. De fapt, este (vorbind vag) cel mai simplu operator diferențial care are aceste simetrii. Aceasta poate fi considerată o justificare semnificativă (și pur matematică) a utilizării laplacianului și a ecuației căldurii în modelarea oricăror fenomene fizice omogene și izotrope, din care difuzia căldurii este un exemplu principal.
Constanta de difuzivitate, α, adesea nu este prezentă în studiile matematice ale ecuației căldurii, în timp ce valoarea acesteia poate fi foarte importantă în inginerie. Aceasta nu este o diferență majoră, din următorul motiv. Fie u o funcție cu
{\displaystyle {\frac {\partial u}{\partial t}}=\alpha \Delta u.}
Se definește o nouă funcție, {\displaystyle v(t,x)=u(t/\alpha ,x)}. Apoi, conform regulii de derivare a funcțiilor compuse, se obține
{\displaystyle {\frac {\partial }{\partial t}}v(t,x)={\frac {\partial }{\partial t}}u(t/\alpha ,x)=\alpha ^{-1}{\frac {\partial u}{\partial t}}(t/\alpha ,x)=\Delta u(t/\alpha ,x)=\Delta v(t,x)}
Astfel, există o modalitate simplă de echivalare între soluțiile ecuației căldurii cu o valoare generală α și soluțiile ecuației căldurii cu α = 1. Ca atare, de dragul analizei matematice, este adesea suficient să se ia în considerare doar cazul α = 1.
Deoarece {\displaystyle \alpha >0} există o altă opțiune pentru a defini un {\displaystyle v} care să satisfacă {\textstyle {\frac {\partial }{\partial t}}v=\Delta v} ca în relațiile de mai sus punând {\displaystyle v(t,x)=u(t,\alpha ^{1/2}x)}. De reținut că cele două mijloace posibile de definire a noii funcții {\displaystyle v} discutate aici înseamnă, în termeni fizici, schimbarea unității de măsură a timpului sau a unității de măsură a lungimii.

### Ecuația pentru o stare staționară
În regim de echilibru, ecuația căldurii nu este, prin definiție, dependentă de timp. Cu alte cuvinte, se presupune că există condiții astfel încât:
{\displaystyle {\frac {\partial u}{\partial t}}=0}
Această condiție depinde de constanta de timp și de timpul trecut de când au fost impuse condițiile de limită. Astfel, condiția este îndeplinită în situațiile în care „constanta de echilibru de timp este suficient de rapidă” încât ecuația mai complexă a căldurii dependentă de timp să poată fi aproximată prin cazul regimului staționar. Echivalent, starea de echilibru există pentru toate cazurile în care „a trecut suficient timp” încât câmpul termic u nu mai evoluează în timp.
În cazul regimului staționar, un gradient termic spațial poate sau nu exista, dar dacă există, nu se schimbă în timp. Prin urmare, această ecuație descrie rezultatul final al tuturor problemelor termice în care o sursă este pornită (de exemplu, un motor pornit) și a trecut suficient timp pentru ca toți gradienții permanenți de temperatură să se stabilizeze în spațiu, după care aceste pante nu se mai schimbă în timp (de exemplu un motor care a functionat suficient de mult). Cealaltă soluție (trivială) este ca toți gradienții spațiali de temperatură să se anuleze, caz în care temperatura devine uniformă și în spațiu.
Ecuația este mult mai simplă și poate ajuta la înțelegerea mai bună a fizicii materialelor fără a se concentra pe dinamica procesului de transmitere a căldurii. Este utilizat pe scară largă pentru probleme simple de inginerie presupunând că există un echilibru al câmpurilor de temperatură și al transmiterii căldurii în timp.
Stare de echilibru:
{\displaystyle {\frac {\partial u}{\partial t}}=0}
Ecuația căldurii în regim de echilibru pentru un volum care conține o sursă de căldură (cazul neomogen), este ecuația lui Poisson:
{\displaystyle -\lambda \nabla ^{2}u=q}
unde u este temperatura, λ este conductivitatea termică iar q este rata de generare a căldurii pe unitatea de volum.
În electrostatică, acest lucru este echivalent cu cazul în care spațiul în cauză conține o sarcină electrică.
Ecuația căldurii în stare staționară fără o sursă de căldură în volum (cazul omogen) este la fel cu ecuația din electrostatică pentru un volum de spațiu liber care nu conține o sarcină. Cazul este descris de ecuația lui Laplace:
{\displaystyle \nabla ^{2}u=0}

## Interpretare
Informal, operatorul laplacian ∆ dă diferența dintre valoarea medie a unei funcții în vecinătatea unui punct și valoarea acesteia în acel punct. Astfel, dacă u este temperatura, ∆u indică dacă (și cât de mult) materialul din jurul fiecărui punct este, în medie, mai cald sau mai rece decât materialul din acel punct.
Conform principiului al doilea al termodinamicii, căldura va trece de la corpurile mai calde către corpurile mai reci adiacente, proporțional cu diferența de temperatură și cu conductivitatea termică a materialului dintre ele. Când căldura trece într-un (respectiv, dintr-un) material, temperatura acestuia crește (respectiv, scade), proporțional cu raportul dintre cantitatea de căldură și cantitatea de material (masă), raport numit capacitatea termică masică a materialului.
Prin combinarea acestor observații, ecuația căldurii spune că viteza {\displaystyle {\dot {u}}} cu care materialul într-un punct se va încălzi (sau se va răci) este proporțională cu cât de mult mai cald (sau mai rece) este mediul înconjurător al materialului. Coeficientul α din ecuație ia în considerare conductivitatea termică, capacitatea termică masică și densitatea materialului.

### Interpretarea ecuației
Prima jumătate a descrierii fizice de mai sus poate fi pusă într-o formă matematică. Pentru orice x fix, există
{\displaystyle {\begin{aligned}u_{(x)}(0)&=u(x)\\u_{(x)}'(0)&=0\\u_{(x)}''(0)&={\frac {1}{n}}\Delta u(x)\end{aligned}}}
unde u(x)(r) este o funcție de o singură variabilă care arată valoarea medie a lui u pe o suprafață sferică cu raza r și centrul în x; ea poate fi definită prin
{\displaystyle u_{(x)}(r)={\frac {1}{\omega _{n-1}r^{n-1}}}\int _{\{y:|x-y|=r\}}u\,d{\mathcal {H}}^{n-1},}
unde cu ωn − 1 este notată aria suprafeței unei bile unitate din spațiul euclidian n-dimensional. Aceasta formalizează afirmația de mai sus că valoarea lui ∆u într-un punct x măsoară diferența dintre valoarea lui u( x) și valoarea lui u în punctele apropiate de x, în sensul că acesta din urmă este definit de valorile lui u(x)(r) pentru valori pozitive mici ale lui r.
În urma acestei observații, se poate interpreta ecuația căldurii ca impunând o „mediere infinitezimală” a unei funcții. Fiind dată o soluție a ecuației căldurii, valoarea lui u(x, t + τ) pentru o mică valoare pozitivă a τ poate fi aproximată ca produsul dintre 1/2n și valoarea medie a funcției u(⋅, t) peste o sferă cu rază foarte mică, cu centrul în x.

### Caracterul soluțiilor

Rezolvarea unei ecuații a călduri într-un spațiu unidimensional. Temperatura este distribuită inițial pe un interval unidimensional, lung de o unitate (x= [0,1]) cu puncte de la capete izolate. Distribuția se apropie de echilibru în timp.

Ecuația căldurii implică faptul că vârfurile (maxime locale) ale {\displaystyle u} vor fi erodate treptat, în timp ce depresiunile (minime locale) vor fi umplute. Valoarea la un moment dat va rămâne stabilă doar atâta timp cât este egală cu valoarea medie din împrejurimile sale imediate. În special, dacă valorile dintr-o vecinătate sunt foarte apropiate de o funcție liniară {\displaystyle Ax+By+Cz+D}, atunci valoarea din centrul acelei vecinătăți nu se va schimba în acel moment. (adică derivata {\displaystyle {\dot {u}}} se va anula).
O consecință mai subtilă este principiul maximului⁠(d), care spune că valoarea maximă a lui {\displaystyle u} în orice regiune {\displaystyle R} a mediului nu va depăși valoarea maximă care anterior a apărut în {\displaystyle R}, cu excepția cazului în care se află la limita lui {\displaystyle R}. Adică, temperatura maximă într-o regiune {\displaystyle R} poate crește numai dacă căldura intră din exteriorul {\displaystyle R}. Aceasta este o proprietate a ecuațiilor diferențiale parțiale parabolice și nu este dificil de demonstrat matematic.
O altă proprietate interesantă este că, chiar dacă {\displaystyle u} are inițial un salt ascuțit (discontinuitate) a valorilor pe o suprafață din interiorul mediului, saltul este imediat netezit de o rată de transfer momentană, infinitezimal de scurtă, dar infinit de mare de căldură prin acea suprafață. De exemplu, dacă două corpuri izolate, inițial la temperaturi uniforme, dar diferite, {\displaystyle u_{0}} și {\displaystyle u_{1}}, sunt făcute să se atingă, temperatura la punctul de contact va prelua imediat ceva valoare intermediară și o zonă se va dezvolta în jurul acestui punct în care {\displaystyle u} va varia treptat între {\displaystyle u_{0}} și {\displaystyle u_{1}}.
Dacă o anumită cantitate de căldură este aplicată brusc într-un punct din mediu, aceasta se va răspândi în toate direcțiile sub forma unei unde de difuzie. Spre deosebire de undele elastice și cele electromagnetice, viteza unei unde de difuzie scade cu timpul: pe măsură ce se răspândește pe o regiune mai mare, gradientul de temperatură scade, prin urmare fluxul de căldură scade și el.

## Exemple

### Transmiterea căldurii într-o bară uniformă
Pentru fluxul de căldură, ecuația căldurii decurge din legile fizice a conducției termice și a conservării energiei.
Dn legea lui Fourier pentru un mediu izotrop, rata de transfer printr-o suprafață a energiei termice pe unitate de suprafață este proporțională cu gradientul de temperatură negativ transversal pe ea:
{\displaystyle \mathbf {q} =-\lambda \,\nabla u}
unde {\displaystyle \lambda } este conductivitatea termică a materialului, {\displaystyle u=u(\mathbf {x} ,t)} este temperatura, iar {\displaystyle \mathbf {q} =\mathbf {q} (\mathbf {x} ,t)} este câmpul vectorial care indică mărimea și direcția fluxului termic în punctul {\displaystyle \mathbf {x} } din spațiu și la momentul {\displaystyle t}.
Dacă mediul este o tijă subțire din material uniform și cu secțiune constantă, poziția x este o singură coordonată și fluxul termic {\displaystyle q=q(t,x)} în direcția {\displaystyle x} este un câmp scalar. Ecuația devine:
{\displaystyle q=-\lambda \,{\frac {\partial u}{\partial x}}}
Fie {\displaystyle Q=Q(x,t)} energia internă (căldura) per unitate de volum a barei în funcție de poziția punctului și de momentul de timp. Fluxul termic din material pe unitatea de volum, {\displaystyle \partial Q/\partial t,} este proporțional cu viteza de modificare a temperaturii sale, {\displaystyle \partial u/\partial t,} adică
{\displaystyle {\frac {\partial Q}{\partial t}}=c\,\rho \,{\frac {\partial u}{\partial t}}}
unde {\displaystyle c} este capacitatea termică masică (în cazul gazelor la presiune constantă) iar {\displaystyle \rho } este densitatea materialului. Această formă presupune că densitatea și capacitatea termică masică sunt constante în spațiu și timp.
Aplicând legea conservării energiei unui element mic al mediului, centrat pe {\displaystyle x}, se ajunge la concluzia că viteza cu care căldura se propagă într-un punct dat {\displaystyle x} este egală cu derivata fluxului termic în acel punct (diferența dintre fluxurile termice de fiecare parte a particulei), adică
{\displaystyle {\frac {\partial Q}{\partial t}}=-{\frac {\partial q}{\partial x}}}
Din ecuațiile de mai sus rezultă că
{\displaystyle {\frac {\partial u}{\partial t}}\;=\;-{\frac {1}{c\rho }}{\frac {\partial q}{\partial x}}\;=\;-{\frac {1}{c\rho }}{\frac {\partial }{\partial x}}\left(-\lambda \,{\frac {\partial u}{\partial x}}\right)\;=\;{\frac {\lambda }{c\rho }}{\frac {\partial ^{2}u}{\partial x^{2}}}}
care este ecuația unidimensională a căldurii, cu coeficientul de difuzivitate
{\displaystyle \alpha ={\frac {\lambda }{c\rho }}}
Această cantitate se numește difuzivitatea termică a mediului.

#### Luarea în considerare a pierderilor radiative
Un termen suplimentar poate fi introdus în ecuație pentru a lua în considerare pierderea de căldură prin radiație. Conform legii Stefan–Boltzmann, acest termen este {\displaystyle \mu \left(u^{4}-v^{4}\right)}, unde {\displaystyle v=v(x,t)} este temperatura mediului înconjurător, iar {\displaystyle \mu } este un coeficient care depinde de constanta Stefan–Boltzmann și de emisivitatea materialului. Rata de schimbare a energiei interne devine
{\displaystyle {\frac {\partial Q}{\partial t}}=-{\frac {\partial q}{\partial x}}-\mu \left(u^{4}-v^{4}\right)}
iar ecuația pentru evoluția lui {\displaystyle u} devine
{\displaystyle {\frac {\partial u}{\partial t}}={\frac {\lambda }{c\rho }}{\frac {\partial ^{2}u}{\partial x^{2}}}-{\frac {\mu }{c\rho }}\left(u^{4}-v^{4}\right).}

#### Mediu izotrop neuniform
De reținut că ecuația de stare, dată de principiul întâi al termodinamicii (adică conservarea energiei), este scrisă în următoarea formă (presupunând că nu există transfer de masă sau schimb de energie prin radiație). Această formă este mai generală și mai utilă pentru a recunoaște care termen este influențat de care proprietate (de exemplu, de cp sau de {\displaystyle \rho }).
{\displaystyle \rho c_{p}{\frac {\partial T}{\partial t}}-\nabla \cdot \left(\lambda \nabla T\right)={\dot {q}}_{V}}
unde {\displaystyle {\dot {q}}_{V}} este sursa de căldură volumică.

### Flux termic în medii anizotrope neomogene
În general, studiul transmiterii căldurii prin conducție se bazează pe mai multe principii. Fluxul termic este o formă de flux de energie, ca atare este semnificativ să vorbim despre viteza fluxului termic într-o regiune a spațiului.
- Viteza fluxului de căldură într-o regiune V este dată de o cantitate dependentă de timp qt(V). Fie q densitatea lui Q astfel încât

{\displaystyle q_{t}(V)=\int _{V}Q(x,t)\,dx}
- Fluxul termic este o funcție vectorială dependentă de timp H(x) caracterizată după cum urmează: viteza căldurii care trece printr-un element de suprafață infinitezimal cu aria dS și cu versorul normal n este

{\displaystyle \mathbf {H} (x)\cdot \mathbf {n} (x)\,dS.}
Astfel, fluxul termic prin V este dat și de integrala de suprafață
{\displaystyle q_{t}(V)=-\int _{\partial V}\mathbf {H} (x)\cdot \mathbf {n} (x)\,dS}
unde n(x) este versorul normal orientat spre exterior în x.
- Legea lui Fourier afirmă că fluxul termic are următoarea dependență liniară de gradientul de temperatură

{\displaystyle \mathbf {H} (x)=-\mathbf {A} (x)\cdot \nabla u(x)}
unde A(x) este o matrice reală 3 × 3 simetrică și pozitiv definită.
- Cu teorema divergenței⁠(d), integrala de suprafață anterioară pentru fluxul de căldură prin V poate fi transformată în integrala de volum

{\displaystyle {\begin{aligned}q_{t}(V)&=-\int _{\partial V}\mathbf {H} (x)\cdot \mathbf {n} (x)\,dS\\&=\int _{\partial V}\mathbf {A} (x)\cdot \nabla u(x)\cdot \mathbf {n} (x)\,dS\\&=\int _{V}\sum _{i,j}\partial _{x_{i}}{\bigl (}a_{ij}(x)\partial _{x_{j}}u(x,t){\bigr )}\,dx\end{aligned}}}
- Viteza schimbării temperaturii în x este proporțională cu căldura care trece printr-un element de volum infinitezimal, unde constanta de proporționalitate este dependentă de o constantă κ

{\displaystyle \partial _{t}u(x,t)=\kappa (x)Q(x,t)}
Combinând aceste ecuații, rezultă ecuația generală a fluxului termic:
{\displaystyle \partial _{t}u(x,t)=\kappa (x)\sum _{i,j}\partial _{x_{i}}\left(a_{ij}(x)\partial _{x_{j}}u(x,t)\right)}
Note
- Coeficientul κ(x) este inversul produsului dintre capacitatea termică masică a substanței și în x și densitatea ei în x:

{\displaystyle \kappa =1/(\rho c_{p})}.
- În cazul unui mediu izotrop, matricea A este o matrice scalară egală cu conductivitatea termică λ.
- În cazul anizotrop în care matricea coeficienților A nu este scalară și/sau dacă depinde de x, atunci o formulă explicită pentru soluția ecuației căldurii poate fi rar scrisă, deși de obicei este posibil să se ia în considerare problema Cauchy abstractă asociată și să se arate că este o problemă bine pusă⁠(d) și/sau să se arate unele proprietăți calitative (cum ar fi conservarea datelor inițiale pozitive, viteza infinită a propagării, convergența către un echilibru, proprietăți de netezire). Acest lucru se face de obicei prin teoria semigrupului cu un parametru⁠(d): de exemplu, dacă A este o matrice simetrică, atunci operatorul eliptic⁠(d) definit de

{\displaystyle Au(x):=\sum _{i,j}\partial _{x_{i}}a_{ij}(x)\partial _{x_{j}}u(x)}
este autoadjunct⁠(d) și disipativ, astfel prin teorema spectrală⁠(d) generează un semigrup cu un parametru.

### Problema tridimensională
În cazurile particulare de propagare a căldurii într-un mediu izotrop și omogen dintr-un spațiu tridimensional, această ecuație este
{\displaystyle {\frac {\partial u}{\partial t}}=\alpha \nabla ^{2}u=\alpha \left({\frac {\partial ^{2}u}{\partial x^{2}}}+{\frac {\partial ^{2}u}{\partial y^{2}}}+{\frac {\partial ^{2}u}{\partial z^{2}}}\right)=\alpha \left(u_{xx}+u_{yy}+u_{zz}\right)}
unde {\displaystyle u=u(x,y,z,t)} este temperatura în funcție de spațiu (poziție) și timp;
{\displaystyle {\tfrac {\partial u}{\partial t}}} este viteza de variație a temperaturii într-un punct și în timp;
{\displaystyle u_{xx}}, {\displaystyle u_{yy}} și {\displaystyle u_{zz}} sunt derivatele parțiale spațiale de ordinul al doilea ale temperaturii în direcțiile {\displaystyle x,\ y,} respectiv {\displaystyle z};
{\displaystyle \alpha \equiv {\tfrac {\lambda }{c_{p}\rho }}} este difuzivitatea termică, o proprietate de material care depinde de conductivitatea termică, {\displaystyle \lambda ,} capacitatea termică masică, {\displaystyle c_{p},} și densitatea, {\displaystyle \rho ,} ale materialului.
Dacă mediul nu este tot spațiul, pentru a rezolva ecuația căldurii în mod unic, trebuie specificate condițiile la limită pentru u. Pentru a determina unicitatea soluțiilor în întreg spațiul este necesar să se presupună condiții suplimentare, de exemplu o limită exponențială a creșterii soluțiilor sau o condiție de semn (soluțiile nenegative sunt unice prin rezultatul lui David Widder).
Soluțiile ecuației căldurii sunt caracterizate printr-o netezire treptată a distribuției inițiale a temperaturii ca urmare a fluxului de căldură din zonele mai calde spre cele mai reci ale unui obiect. În general, multe stări și condiții de pornire diferite vor tinde către același echilibru. În consecință, a inversa soluția și a concluziona ceva evoluțiile anterioare sau despre condițiile inițiale pe baza distribuției actuale a căldurii este ceva foarte inexact, cu excepția unor perioade de timp foarte scurte.
Ecuația căldurii este prototipul ecuațiilor cu derivate parțiale parabolice.
Folosind operatorul Laplace, ecuația căldurii poate fi simplificată și generalizată pentru ecuații similare din spații cu un număr arbitrar de dimensiuni, ca
{\displaystyle u_{t}=\alpha \nabla ^{2}u=\alpha \Delta u,}
unde operatorul Laplace, Δ sau ∇2, divergența gradientului, se aplică variabilelor spațiale.
Ecuația căldurii modelează difuzia căldurii, precum și alte procese difuzive, cum ar fi difuzia particulelor. Deși nu sunt de natură difuză, unele probleme de mecanică cuantică sunt, de asemenea, guvernate de un analog matematic al ecuației căldurii. De asemenea, poate fi folosit pentru a modela unele fenomene care apar în finanțe. Ecuația și diverși analogi neliniari au fost, de asemenea, utilizați în analiza imaginilor.
Din punct de vedere teoretic, ecuația căldurii încalcă teoria relativității restrânse, deoarece soluțiile sale implică propagarea instantanee a unei perturbații. Partea perturbației din afara conului de lumină⁠(d) a viitorului poate fi de obicei neglijată în siguranță, dar dacă este necesar să se dezvolte o viteză rezonabilă pentru transmiterea căldurii, ar trebui să fie considerată în loc problemă hiperbolică sub forma unei ecuații cu derivate parțiale care conține o derivată de ordinul al doilea în funcție de timp. Unele modele de conducție neliniară a căldurii (care sunt și ecuații parabolice) au soluții cu viteză finită de transmitere a căldurii.

### Generarea internă de căldură
Funcția u de mai sus reprezintă temperatura unui corp. Alternativ, uneori este convenabil să se schimbe unitățile și să se reprezinte u ca densitatea de căldură a unui mediu. Deoarece într-un mediu omogen densitatea căldurii este proporțională cu temperatura, ecuația căldurii este valabilă în noile unități.
Fie un corp în care este valabilă ecuația căldurii și, în plus, generează căldură pe unitatea de volum (de exemplu, în wați pe metru cub, W/m3) cu o rată dată de o funcție cunoscută q care variază în spațiu și timp. Atunci căldura pe unitatea de volum u satisface o ecuație
{\displaystyle {\frac {1}{\alpha }}{\frac {\partial u}{\partial t}}=\left({\frac {\partial ^{2}u}{\partial x^{2}}}+{\frac {\partial ^{2}u}{\partial y^{2}}}+{\frac {\partial ^{2}u}{\partial z^{2}}}\right)+{\frac {1}{\lambda }}q}
De exemplu, un filament de wolfram al unui bec incandescent generează căldură, deci ar avea o valoare pozitivă diferită de zero pentru q atunci când este pornit. În timp ce lumina este stinsă, valoarea lui q pentru filamentul de wolfram ar fi zero.

## Rezolvarea ecuației căldurii folosind serii Fourier

Setare fizică idealizată pentru conducția termică într-o bară cu condiții la limită omogene

Următoarea tehnică de soluționare pentru ecuația căldurii a fost propusă de Joseph Fourier în tratatul său Théorie analytique de la chaleur (în română Teoria analitică a căldurii), publicat în 1822. Fie ecuația căldurii pentru o variabilă spațială, de exemplu într-o bară. Ecuația este
{\displaystyle u_{t}=\alpha u_{xx}}
unde u = u(x, t) este o funcție de două variabile x și t. x este variabila spațială, deci x ∈ [0, L], unde L este lungimea barei, iar t este timpul, deci t ≥ 0.
Fie condiția inițială
{\displaystyle u(x,0)=f(x)\quad \forall x\in [0,L]}
unde funcția f este dată, și condițiile la limită
{\displaystyle u(0,t)=0=u(L,t)\quad \forall t>0}
Se caută o soluție a ecuației care să nu fie zero peste tot, care să satisfacă condițiile la limită date, dar cu următoarea proprietate: u este un produs în care dependențele lui u de x, t sunt separate, adică:
{\displaystyle u(x,t)=X(x)T(t)}
Această tehnică de soluționare se numește separarea variabilelor. Înlocuind u înapoi în ecuația inițială
{\displaystyle {\frac {T'(t)}{\alpha T(t)}}={\frac {X''(x)}{X(x)}}}
Deoarece membrul drept depinde doar de x, iar cel stîng doar de t, ambii membri sunt egali cu o valoare constantă −ϕ. Astfel:
{\displaystyle T'(t)=-\phi \alpha T(t)}
și
{\displaystyle X''(x)=-\phi X(x)}
Acum se va arăta că soluțiile netriviale ale acestei ecuații pentru valorile lui ϕ ≤ 0 nu pot apărea:
1. Fie ϕ < 0. Atunci există numerele reale B, C astfel încât {\displaystyle X(x)=Be^{{\sqrt {-\phi }}\,x}+Ce^{-{\sqrt {-\phi }}\,x}} Însă X(0) = 0 = X(L) și prin urmare B = 0 = C care arată că u = 0 peste tot.
2. Fie ϕ = 0. Atunci există numerele reale B, C astfel încât X(x) = Bx + C. Prin urmare, analog, u u = 0 peste tot.
3. Deci, trebuie să fie ϕ > 0. Atunci există numerele reale A, B, C astfel încât {\displaystyle T(t)=Ae^{-\phi \alpha t}} și {\displaystyle X(x)=B\sin \left({\sqrt {\phi }}\,x\right)+C\cos \left({\sqrt {\phi }}\,x\right)}

În final se obține C = 0 și pentru unii întregi pozitivi n,
{\displaystyle {\sqrt {\phi }}=n{\frac {\pi }{L}}}
Aceasta rezolvă ecuația căldurii pentru acest caz particular. Se poate arăta că soluția este
{\displaystyle u(x,t)=\sum _{n=1}^{\infty }D_{n}\sin \left({\frac {n\pi x}{L}}\right)e^{-{\frac {n^{2}\pi ^{2}\alpha t}{L^{2}}}}}
unde
{\displaystyle D_{n}={\frac {2}{L}}\int _{0}^{L}f(x)\sin \left({\frac {n\pi x}{L}}\right)\,dx}

### Generalizarea tehnicii de rezolvare
Tehnica de rezolvare folosită mai sus poate fi extinsă la multe alte tipuri de ecuații. Ideea este că operatorul uxx cu condițiile la limită zero poate fi reprezentat în termenii funcțiilor sale proprii⁠(d). Acest lucru duce în mod natural la una dintre ideile de bază ale teoriei spectrale⁠(d) a operatorilor autoadjuncți⁠(d) liniari.
Fie operatorul liniar Δu = uxx. Șirul infinit de funcții
{\displaystyle e_{n}(x)={\sqrt {\frac {2}{L}}}\sin \left({\frac {n\pi x}{L}}\right)}
pentru n ≥ 1 sunt funcții proprii ale lui Δ.Într-adevăr,
{\displaystyle \Delta e_{n}=-{\frac {n^{2}\pi ^{2}}{L^{2}}}e_{n}}
Mai mult, orice funcție proprie f a lui Δ cu condițiile la limită f(0) = f(L) = 0 are forma en pentru unele n ≥ 1. Funcțiile en pentru n ≥ 1 formează un șir ortonormal în raport cu un anumit spațiu prehilbertian pe spațiul funcțiilor reale pe [0, L]. Asta înseamnă că
{\displaystyle \langle e_{n},e_{m}\rangle =\int _{0}^{L}e_{n}(x)e_{m}^{*}(x)dx=\delta _{mn}}
În cele din urmă, secvența {en}n ∈ N se întinde pe un subspațiu liniar dens de L2((0, L)). Aceasta arată că de fapt s-a diagonalizat operatorul Δ. 

### Proprietate a valorii medii
Soluțiile ecuației căldurii
{\displaystyle (\partial _{t}-\Delta )u=0}
satisfac o proprietate a valorii medii analogă cu proprietățile valorilor medii ale funcțiilor armonice, soluții ale 
{\displaystyle \Delta u=0,}
dar ceva mai complicat. Exact, dacă u este o soluție a
{\displaystyle (\partial _{t}-\Delta )u=0}
și
{\displaystyle (x,t)+E_{\phi }\subset \mathrm {dom} (u)}
atunci
{\displaystyle u(x,t)={\frac {\phi }{4}}\int _{E_{\phi }}u(x-y,t-s){\frac {|y|^{2}}{s^{2}}}ds\,dy,}
unde Eϕ este bila de căldură, adică este o mulțime de nivelul superior al soluției fundamentale a ecuației căldurii:
{\displaystyle E_{\phi }:=\{(y,s):\Phi (y,s)>\phi \},}
{\displaystyle \Phi (x,t):=(4t\pi )^{-{\frac {n}{2}}}\exp \left(-{\frac {|x|^{2}}{4t}}\right)}
De reținut că
{\displaystyle \mathrm {diam} (E_{\phi })=o(1)}
cum ϕ → ∞ formula de mai sus este valabilă pentru orice (x, t) din mulțimea (deschisă) dom(u) pentru ϕ suficient de mare. (Invers, orice funcție u care satisface proprietatea valorii medii de mai sus pe un domeniu deschis din Rn × R este o soluție a ecuației căldurii.)

## Soluții fundamentale
O soluție fundamentală a ecuației căldurii este o soluție care corespunde condiției inițiale a unei surse punctuale inițiale de căldură aflată într-o poziție cunoscută. Acestea pot fi folosite pentru a găsi o soluție generală a ecuației căldurii pe anumite domenii.
În unidimensional, funcția lui Green⁠(d) este o soluție a problemei valorii inițiale (prin principiul lui Duhamel⁠(d), echivalentă cu definiția funcției lui Green ca una cu o funcție delta ca soluție a primei ecuații)
{\displaystyle {\begin{cases}u_{t}(x,t)-\lambda u_{xx}(x,t)=0&(x,t)\in \mathbb {R} \times (0,\infty )\\u(x,0)=\delta (x)&\end{cases}}}
unde {\displaystyle \delta } este funcția lui Dirac. Soluția fundamentală la această problemă este dată de nucleul căldurii⁠(d)
{\displaystyle \Phi (x,t)={\frac {1}{\sqrt {4\pi \lambda t}}}\exp \left(-{\frac {x^{2}}{4\lambda t}}\right).}
Se poate obține soluția generală a ecuației unidimensionale a căldurii cu condiția inițială u(x, 0) = g(x) pentru  −∞ < x < ∞ și 0 < t < ∞ aplicând convoluția:
{\displaystyle u(x,t)=\int \Phi (x-y,t)g(y)dy}
Pentru mai multe variabile spațiale soluția fundamentală rezolvă problema analoagă
{\displaystyle {\begin{cases}u_{t}(\mathbf {x} ,t)-\lambda \sum _{i=1}^{n}u_{x_{i}x_{i}}(\mathbf {x} ,t)=0&(\mathbf {x} ,t)\in \mathbb {R} ^{n}\times (0,\infty )\\u(\mathbf {x} ,0)=\delta (\mathbf {x} )\end{cases}}}
Soluția fundamentală în n-variabile este produsul soluțiilor fundamentale din fiecare variabilă; adică,
{\displaystyle \Phi (\mathbf {x} ,t)=\Phi (x_{1},t)\Phi (x_{2},t)\cdots \Phi (x_{n},t)={\frac {1}{\sqrt {(4\pi \lambda t)^{n}}}}\exp \left(-{\frac {\mathbf {x} \cdot \mathbf {x} }{4\lambda t}}\right)}
Soluția generală a ecuației căldurii pe Rn se obține apoi printr-o convoluție, astfel încât să se rezolve problema valorii inițiale cu u(x, 0) = g(x), obținându-se
{\displaystyle u(\mathbf {x} ,t)=\int _{\mathbb {R} ^{n}}\Phi (\mathbf {x} -\mathbf {y} ,t)g(\mathbf {y} )d\mathbf {y} }
Problema generală pe un domeniu Ω ∈ Rn este
{\displaystyle {\begin{cases}u_{t}(\mathbf {x} ,t)-\lambda \sum _{i=1}^{n}u_{x_{i}x_{i}}(\mathbf {x} ,t)=0&(\mathbf {x} ,t)\in \Omega \times (0,\infty )\\u(\mathbf {x} ,0)=g(\mathbf {x} )&\mathbf {x} \in \Omega \end{cases}}}
cu condiții la limită fie de tip Dirichlet, fie de tip Neumann. O funcție Green există întotdeauna, dar dacă domeniul Ω nu poate fi descompus cu ușurință în probleme cu o singură variabilă, s-ar putea să nu fie posibil să fie scrisă explicit. Alte metode pentru obținerea funcțiilor Green sunt metoda imaginilor⁠(d), separarea variabilelor și transformata Laplace.

### Unele soluții ale funcției lui Green în spațiul unidimensional
Green's Function Library conține o varietate de soluții fundamentale pentru ecuația căldurii.  În unele dintre acestea, domeniul spațial este (−∞,∞). În altele, este intervalul (0,∞) cu condiții la limită fie de tip Neumann, fie de tip Dirichlet. Un alt tip este că unele dintre acestea rezolvă ecuația neomogenă
{\displaystyle u_{t}=ku_{xx}+f.}
inde f este o funcție dată de x și t.

#### Ecuația căldurii omogenă
Problema inițială pe (−∞,∞)
{\displaystyle {\begin{cases}u_{t}=ku_{xx}&(x,t)\in \mathbb {R} \times (0,\infty )\\u(x,0)=g(x)&{\text{conditia initiala}}\end{cases}}}
{\displaystyle u(x,t)={\frac {1}{\sqrt {4\pi kt}}}\int _{-\infty }^{\infty }\exp \left(-{\frac {(x-y)^{2}}{4\lambda t}}\right)g(y)\,dy}

Soluția fundamentală a ecuației unidimensionale a căldurii. Roșu: valoarea în timp a. Albastru: valoarea în timp a pentru două puncte alese x_{0} = 0,2 și x_{0} = 1. Se observă diferiții timpi de creștere/întârzieri și a amplitudinilor.

Comentariu. Această soluție este convoluția față de variabila x a soluției fundamentale
{\displaystyle \Phi (x,t):={\frac {1}{\sqrt {4\pi \lambda t}}}\exp \left(-{\frac {x^{2}}{4\lambda t}}\right),}
și funcția g(x). Numărul funcției lui Green al soluției fundamentale este X00.
Prin urmare, conform proprietăților generale ale convoluției în raport cu diferențierea, u = g ∗ Φ este o soluție a aceleiași ecuații a căldurii, pentru
{\displaystyle \left(\partial _{t}-\lambda \partial _{x}^{2}\right)(\Phi *g)=\left[\left(\partial _{t}-\lambda \partial _{x}^{2}\right)\Phi \right]*g=0.}
În plus,
{\displaystyle \Phi (x,t)={\frac {1}{\sqrt {t}}}\,\Phi \left({\frac {x}{\sqrt {t}}},1\right)}
{\displaystyle \int _{-\infty }^{\infty }\Phi (x,t)\,dx=1,}
astfel încât, în general privind aproximarea cu identitatea, Φ(⋅, t) ∗ g → g când t → 0  în diverse sensuri, în funcție de g specifică. De exemplu, dacă g este considerată mărginitî și continuă pe R, atunci Φ(⋅, t) ∗ g converge uniform către g când t → 0, ceea ce înseamnă că u(x, t) este continuă pe {{{1}}} cu 1 = u(x, 0) = g(x).
Problema valorii inițiale pe (0,∞) cu condiții la limită Dirichlet omogene
{\displaystyle {\begin{cases}u_{t}=ku_{xx}&(x,t)\in [0,\infty )\times (0,\infty )\\u(x,0)=g(x)&{\text{conditia initiala}}\\u(0,t)=0&{\text{conditia la limita}}\end{cases}}}
{\displaystyle u(x,t)={\frac {1}{\sqrt {4\pi \lambda t}}}\int _{0}^{\infty }\left[\exp \left(-{\frac {(x-y)^{2}}{4\lambda t}}\right)-\exp \left(-{\frac {(x+y)^{2}}{4\lambda t}}\right)\right]g(y)\,dy}
Comentariu. Această soluție este obținută din formula anterioară așa cum este aplicată la datele g(x) extinse în mod corespunzător la R, astfel încât să fie o funcție impară⁠(d), adică g(−x) := −g(x) pentru orice x. Corespunzător, soluția problemei valorii inițiale pe (−∞,∞) este o funcție impară în raport cu variabila x pentru orice valoare lui t și satisface condițiile la limită Dirichlet omogene u(0, t) = 0. Numărul funcției lui Green al acestei soluții este X10.
Problema valorii inițiale pe (0,∞) cu condiții la limită Neumann omogene
{\displaystyle {\begin{cases}u_{t}=ku_{xx}&(x,t)\in [0,\infty )\times (0,\infty )\\u(x,0)=g(x)&{\text{conditia initiala}}\\u_{x}(0,t)=0&{\text{conditia la limita}}\end{cases}}}
{\displaystyle u(x,t)={\frac {1}{\sqrt {4\pi \lambda t}}}\int _{0}^{\infty }\left[\exp \left(-{\frac {(x-y)^{2}}{4\lambda t}}\right)+\exp \left(-{\frac {(x+y)^{2}}{4\lambda t}}\right)\right]g(y)\,dy}
Comentariu. Această soluție este obținută din prima formulă așa cum este aplicată la datele g(x) extinse în mod corespunzător la R, astfel încât să fie o funcție pară⁠(d), adică g(−x) := g(x) pentru orice x. Corespunzător, soluția problemei valorii inițiale pe (−∞,∞) este o funcție pară în raport cu variabila x pentru orice valoare lui t > 0 și, fiind netedă, satisface condițiile la limită Neumann omogene ux(0, t) = 0. Numărul funcției lui Green al acestei soluții este X20.
Problema pe (0,∞) cu condiții inițiale omogene și condiții la limită Dirichlet neomogene
{\displaystyle {\begin{cases}u_{t}=ku_{xx}&(x,t)\in [0,\infty )\times (0,\infty )\\u(x,0)=0&{\text{conditia initiala}}\\u(0,t)=h(t)&{\text{conditia la limita }}\end{cases}}}
{\displaystyle u(x,t)=\int _{0}^{t}{\frac {x}{\sqrt {4\pi \lambda (t-s)^{3}}}}\exp \left(-{\frac {x^{2}}{4\lambda (t-s)}}\right)h(s)\,ds,\qquad \forall x>0}
Comentariu. Această soluție este convoluția față de t a lui: {\displaystyle \psi (x,t):=-2\lambda \partial _{x}\Phi (x,t)={\frac {x}{\sqrt {4\pi \lambda t^{3}}}}\exp \left(-{\frac {x^{2}}{4\lambda t}}\right)}
și funcția h(t). Deoarece Φ(x, t) este soluția fundamentală a
{\displaystyle \partial _{t}-\lambda \partial _{x}^{2},}
funcția ψ(x, t) este de asemenea o soluție a aceleiași ecuații a căldurii, la fel și u := ψ ∗ h, datorită proprietăților generale ale convoluției în raport cu diferențierea. În plus,
{\displaystyle \psi (x,t)={\frac {1}{x^{2}}}\,\psi \left(1,{\frac {t}{x^{2}}}\right)}
{\displaystyle \int _{0}^{\infty }\psi (x,t)\,dt=1,}
ca urmare, în general privind aproximarea cu identitatea, ψ(x, ⋅) ∗ h → h când x → 0 în diferite sensuri, în funcție de h specifică. De exemplu, dacă h este considerată continuă pe R cu suport în [0, ∞), atunci ψ(x, ⋅) ∗ h converge uniform pe compacta la h când x → 0, ceea ce înseamnă că u(x, t) este continuă pe [0, ∞) × [0, ∞) cu u(0, t) = h(t ).

#### Ecuația căldurii neomogenă

O soluție numerică a ecuației neomogene a căldurii. Ecuația a fost rezolvată cu condițiile inițiale și la limită 0 și un termen sursă reprezentând un arzător.

Problemă pe (-∞,∞) condiții inițiale omogene
Comentariu. Această soluție este convoluția în R2, adică față de ambele variabile x și t ale soluției fundamentale
{\displaystyle \Phi (x,t):={\frac {1}{\sqrt {4\pi \lambda t}}}\exp \left(-{\frac {x^{2}}{4\lambda t}}\right)}
și funcția f({x, t), ambele înțelese așa cum sunt definite pe tot R2 și 0 în rest pentru t → 0. Se verifică că
{\displaystyle \left(\partial _{t}-\lambda \partial _{x}^{2}\right)(\Phi *f)=f,}
care exprimat în limbajul distribuțiilor devine
{\displaystyle \left(\partial _{t}-\lambda \partial _{x}^{2}\right)\Phi =\delta ,}
unde distribuția δ este funcția lui Dirac, adică valoarea în 0.
Problemă pe (0,∞) cu condiții la limită Dirichlet omogene și condiții inițiale
{\displaystyle {\begin{cases}u_{t}=ku_{xx}+f(x,t)&(x,t)\in [0,\infty )\times (0,\infty )\\u(x,0)=0&{\text{conditia initiala}}\\u(0,t)=0&{\text{conditia la limita}}\end{cases}}}
{\displaystyle u(x,t)=\int _{0}^{t}\int _{0}^{\infty }{\frac {1}{\sqrt {4\pi \lambda (t-s)}}}\left[\exp \left(-{\frac {(x-y)^{2}}{4\lambda (t-s)}}\right)-\exp \left(-{\frac {(x+y)^{2}}{4\lambda (t-s)}}\right)\right]f(y,s)\,dy\,ds}
Comentariu. Această soluție este obținută din formula anterioară, așa cum este aplicată datelor f(x, t) extinse corespunzător pe R × [0,∞), astfel încât să fie o funcție impară a variabilei x, adică f(−x, t) := −f(x, t) pentru toate x și t. Corespunzător, soluția problemei neomogene de pe (−∞,∞) este o funcție impară față de variabila x pentru toate valorile lui t și satisface condiția la limită Dirichlet omogenă u(0, t) = 0.
Problemă pe (0,∞) cu condiții la limită Neumann omogene și condiții inițiale
{\displaystyle {\begin{cases}u_{t}=ku_{xx}+f(x,t)&(x,t)\in [0,\infty )\times (0,\infty )\\u(x,0)=0&{\text{conditia initiala}}\\u_{x}(0,t)=0&{\text{conditia la limita}}\end{cases}}}
{\displaystyle u(x,t)=\int _{0}^{t}\int _{0}^{\infty }{\frac {1}{\sqrt {4\pi \lambda (t-s)}}}\left[\exp \left(-{\frac {(x-y)^{2}}{4\lambda (t-s)}}\right)+\exp \left(-{\frac {(x+y)^{2}}{4\lambda (t-s)}}\right)\right]f(y,s)\,dy\,ds}
Comentariu. Această soluție este obținută din prima formulă, așa cum este aplicată datelor f(x, t) extinse corespunzător pe R × [0,∞), astfel încât să fie o funcție pară a variabilei x, adică f(−x, t) := f(x, t) pentru toate x și t. Corespunzător, soluția problemei neomogene de pe (−∞,∞) este o funcție pară față de variabila x pentru toate valorile lui t și, fiind o funcție netedă, satisface condiția la limită Neumann omogenă ux(0, t) = 0.

## Aplicații
Ca prototip al ecuațiior cu derivate parțiale parabolice, ecuația căldurii este printre cele mai studiate subiecte în matematica pură, iar analiza sa este considerată fundamentală pentru domeniul mai larg al ecuațiilor cu derivate parțiale. Ecuația căldurii poate fi luată în considerare și pe varietățile Riemanniene⁠(d), conducând la multe aplicații geometrice. În urma lucrărilor lui Subbaramiah Minakshisundaram și Åke Pleijel, ecuația căldurii este strâns legată de geometria spectrală⁠(d). O variantă neliniară a ecuației căldurii a fost introdusă în geometria diferențială de către James Eells și Joseph H. Sampson în 1964, inspirând introducerea transformării Ricci⁠(d) de către Richard S. Hamilton în 1982 și culminând cu demonstrarea conjecturii lui Poincaré de Grigori Perelman în 2003. Anumite soluții ale ecuației căldurii cunoscute sub numele de nuclee ale căldurii oferă informații subtile despre regiunea în care sunt definite, așa cum este exemplificat prin aplicarea lor la teorema indicelui Atiyah–Singer⁠(d).
Ecuația căldurii, împreună cu variantele acesteia, este de asemenea importantă în multe domenii ale științei și matematicii aplicate. În teoria probabilităților, ecuația căldurii este conectată cu studiul mersului aleatoriu⁠(d) și a mișcării browniene prin ecuația Fokker–Planck⁠(d). Ecuația Black–Scholes⁠(d) din matematica finanțelor este o variantă mică a ecuației căldurii, iar ecuația lui Schrödinger din mecanica cuantică poate fi privită ca o ecuație a căldurii în timp imaginar⁠(d). În analiza imaginilor⁠(d) ecuația căldurii este uneori folosită pentru a rezolva pixelarea și pentru a detecta contururile⁠(d). În urma introducerii de către Robert D. Richtmyer și John von Neumann a metodelor viscozității artificiale, soluțiile ecuațiilor căldurii au fost utile în formularea matematică a șocurilor hidrodinamice⁠(d). De asemenea, începând din anii 1950 soluțiile ecuației căldurii au primit multă atenție în literatura de specialitate a analizei numerice prin lucrările lui Jim Douglas, D.W. Peaceman și Henry Rachford Jr.